# Галаксија
Галаксија (грч. γαλαξίας: Млечна стаза) или галактика (од грч. κύκλος γαλακτικός: млечни круг), гравитацијом везан систем састављен од звезда, звезданих остатака, међузвезданог гаса и прашине те тамне материје. Галаксије се по величини деле на оне најмање (патуљасте) које садрже око 10 милиона звезда до енормно великих које садрже и до билион (1012) звезда.
Претпоставља се да у видљивом делу универзума постоји преко стотину милијарди (1011) галаксија. Галаксије се могу груписати на основу њихове визуелне морфологије, укључујући елиптичке, спиралне, и ирегуларне. За многе галаксије се сматра да имају црне рупе у свом активном центру. Централна црна рупа Млечног пута, позната као Сагитариус А*, има масу која је четири милиона пута већа од Сунца.
Већина галаксија у пречнику има од хиљаду па до стотину хиљада парсека (пар десетина хиљада па до пар стотина хиљада светлосних година). Галаксије су једна од друге често удаљене више милиона парсека (или мегапарсека). Галаксије су међусобно повезане гравитацијом и као такве чине скуп или галактичко јато, која заједно могу формирати и суперјато.
Претпоставља се да 90% материје у галаксији чини тамна материја. Подаци прикупљени посматрањем говоре да већина галаксија садржи барем по једну супермасивну црну рупу у свом центру. Врло је вероватно да наша галаксија, Млечни пут поседује један такав објекат.

## Порекло речи
Реч „галаксија“ потиче од грчке речи „галаксијас“ („γαλαξίας“) односно „киклос галактикос“ и у преводу значи „млечни круг“ јер такав изглед имају поједине галаксије када су посматране под ведрим небом.
Када је Вилијам Хершел написао каталог о објектима у дубоком свемиру употребио је назив „спиралне маглине“ мислећи превасходно на галаксије попут Андромеде М31. Касније, када се утврдила права удаљеност ових објеката, галаксије су називане и „масивне конгломерације звезда“ или „космичка острва“. Ипак, узевши у обзир да реч „космос“ представља целину свега постојећег, назив је одбачен, тако да су масивни гравитацијом везани скупови звезда постали познати као галаксије.

## Номенклатура
Десетине хиљада галаксија је пописано. Само мали број њих има добро позната имена, као што су галаксија Андромеда, Магелански облаци, галаксија Вртлог и галаксија Сомбреро. Астрономи користе идентификаторе из одређених каталога, као што су Месјеов каталог, NGC (Нови општи каталог), IC (Индексни каталог), CGCG (Каталог галаксија и кластера галаксија), MCG (Морфолошки каталог галаксија) и UGC (Упсалски општи каталог галаксија). Све добро познате галаксије се јављају у једном или више каталога, мада су сваком од њих под различитим бројем. На пример, Месје 109, спирални систем који је под бројем 109 у Месијевом каталогу, такође има кодове NCG3992, UGC6937, CGCG 269-023, MCG +09-20-044 и PGC 37617.
У науци је уобичајено да се доделе имена већини изучаваних предмета, чак и оним најмањим, те су белгијски астрофизичар Герард Бодифи и класичар Мајкл Бергер су почели нови каталог ( CNG - каталог именованих галаксија) у коме су хиљади добро познатих галаксија дата смислена, описна имена на Латинском (или латинизованом Грчком) у складу са биномијалном номенклатуром која се користи у другим наукама, као што су биологија, анатомија, палеонтологија и у другим пољима астрономије, као што је географија Марса. Један од аргумената у подршци тог посла је да ти импресивни објекти заслужују бољи третман од неинспиративних кодова. На пример, Бодифи и Бергер предлажу неформално, описно име Callimorphus Ursae Majoris за добро формирану галаксију Месјер 109 у Урса Мајору.

## Типови галаксија
Галаксије се деле на три главна типа: елиптичне, спиралне, и нерегуларне.
Узевши у обзир да се Хаблова класификација базира искључиво на визуелном морфолошком типу, то значи да постоје неке битне карактеристике и особине по којима се поједине галаксије разликују, а припадају истој групи-типу. Пример су формације звезда, или активности у центру.

### Елиптичне галаксије
По Хабловој класификацији елиптичне галаксије деле се на седам класа у зависности од нивоа елиптичности: Е0 готово сферичног облика, до Е7 елипсастог облика. Овакве галаксије садрже релативно малу количину међузвездане материје. Такође је утврђено да је формирање нових звезда ретка појава у оваквим галаксијама.
То значи да таквим системима доминирају старе звезде које орбитирају око локалног центра гравитације у произвољном правцу. То им даје велику сличност са глобуларним јатима.
Највеће галаксије су у већини случајева гигантске елиптичне галаксије. Верује се да је већина елиптичних галаксија формирано након колизије и спајања више галаксија у једну. Када се упореди са спиралном, величина такве једне галаксије је енормна. Такве галаксије се обично могу наћи у центру галактичког јата.

### Спиралне галаксије
Спиралне галаксије се састоје од ротирајућег диска који сачињавају звезде и међузвезданих гасова, док се при центру налази скупина старијих звезда. По Хабловој класификацији спиралне галаксије носе ознаку ‘S’, пропраћену са још три словне ознаке (a, b,c) у зависности од тога ком подскупу галаксија припада, и одређују величину крака и језгра галаксије. „Sa“-галаксије има слабо развијене и дефинисане краке док је језгро релативно масивно. Док на другом крају имамо „Sc“-галаксије са великим и дефинисаним крацима и отвореним малим језгром.

## Историјски преглед
Историјски, галаксије су дељене према њиховом привидном изгледу (што се често назива визуелном морфологијом). Чест облик је елиптична галаксија, са витким елиптичним профилом. Спиралне галаксије су гомиле у облику дискова са закривљеним, праховитим крацима. Галаксије неправилних и необичних облика познате су под називом необичних галаксија и типично произлазе из раскида изазваних гравитацијским привлачењима суседних галаксија. Таква међуделовања блиских галаксија, која на крају могу прерастати у стапања галаксија, могу подстаћи епизоде знатно појачаног стварања звезда и произвести оно што се назива starburst галаксијом. Мале галаксије које не поседују повезану структуру такође се називају неправилним галаксијама.
У видљивом свемиру вероватно има више од 100 милијарди (1011) галаксија. Пречници већине галаксија крећу се између 1000 и 100.000 парсека и обично их међусобно раздвајају милиони парсека (или мегапарсеци). Међугалактички простор (простор између галаксија) испуњен је разређеним гасом, чија је густина мања од једног атома по кубном метру. Велика већина галаксија организована је у хијерархијским друштвима која се називају скуповима, који се опет, даље, могу здруживати у суперскупове. Те веће структуре уопштено се распоређују у плоче и нити које се простиру непрегледним свемирским празнинама.
Иако још увек недовољно схваћена, тамна материја, чини се, учествује са 90% у маси већине галаксија. Посматрања указују на то, да би у средиштима већине, ако не и свих галаксија, могле постојати супермасивне црне рупе. Претпоставља се да би оне могле бити основним узроком активних галактичких језгара пронађених у средиштима неких галаксија. Чини се да галаксија Млечни пут у свом језгру удомљује најмање један такав објект.

### Млечни пут
Грчки филозоф Демокрит (450–370. п. н. е.) је предложио да се светла трака на ноћном небу позната као Млечни пут вероватно састоји од удаљених звезда.
Аристотел (384–322. п. н. е.), је међутим веровао да је Млечни пут узрокован „игницијом ватреног издисања појединих звезда које су велике, бројне и близу једна другој“ и да до „игниције долази у горњем делу атмосфере, у регији света која је у контакту са небеским кретањима.“ Неоплатонски филозоф Олимпиодорус Млађи (око 495–570. п. н. е.) је био критичан о том питању, тврдећи да ако је Млечни пут сублунаран (лоциран између Земље и Сунца) он би требало да изгледа различито у различитим временима и местима на Земљи, и да би требало да има паралаксу, коју он нема. По његовом мишљењу, Млечни пут је небеско тело.
Према Мохани Мохамеду, арапски астроном Алхазен (965–1037) је био први да покуша да посматра и измери паралаксу Млечног пута, i on je utvrdio da pošto Mlečni put nema paralakse, on mora biti udaljen od Zemlje, te da ne može da bude deo atmosfere. Персијски астроном  (973–1048) је предложио да је галаксија Млечни пут „колекција безбројних делова попут магловитих звезда.“ Андалузијски астроном Ибн Баджа (умро 1138) је предложио да се Млечни пут састоји од многих звезда које су скоро у додиру једна с другом, те да стога изгледају као су непрекидне услед рефракционог ефекта сублунарног материјала, наводећи своја опажања конјункције Јупитера и Марса као евиденцију да до тога долази кад су два објекта близу један другом. У 14. веку, астроном сиријског порекла Ибн Кајим је предложио да је галаксија Млечни пут састоји од „безброј ситних звезда груписаних заједно у сфери фиксиране звезде“.
Стварни доказ да се Млечни пут састоји од многих звезда постао је доступан 1610, након што је италијански астроном Галилео Галилеј користио телескоп у изучавању Млечног пута и при том открио да се он састоји од огромног броја неразговетних звезда. Године 1750. енглески астроном Томас Рајт, у својој оригиналној теорији или новој хипотези свемира је (коректно) спекулисао да Млечни пут може да буде ротирајуће тело са великим бројем звезда које су држане заједно гравитационим силама, попут соларног система, мада на далеко већој скали. Резултирајући диск од звезда се може видети као трака на небу из перспективе унутар диска. У једној расправи из 1755, Имануел Кант је разрадио Рајтову идеју о структури Млечног пута.
Први пројекат који је описао облик Млечног пута и позицију Сунца у њему је подузео Вилхелм Хершел 1785. године путем пребројавања звезда у различитим регионима неба. Он је произвео дијаграм облика галаксије са соларним системом близу центра. Користећи рафиниранији приступ, Каптејн је 1920. произвео слику мале елипсоидне галаксије (дијаметра од око 15 килопарсека) са Сунцем близу центра. Харлоу Шепли је користио другачији метод, који је био базиран на каталогирању глобуларних кластера, што је довело до формирања радикално другачије слике: пљоснатог диска са дијаметром од око 70 килопарсеца и Сунцем далеко даље од центра. Обе анализе су пропустиле да узму у обзир апсорпцију светлости у интерстеларној прашини присутној у галактичкој равни, те је након што је Роберт Јулиус Трумплер квантификовао тај ефекат 1930. године студирајући отворене кластере, садашња слика наше галаксије домаћина формирана.

### Разликовање од других маглина
Неколико галаксија изван Млечног пута је видљиво голим оком на ноћном небу, али дуго није било јасно да ли су то само облаци материјe унутар Млечног пута, или су појаве ван њега. У 10. веку, Персијски астроном Ал-Суфи је направио најранију записану идентификацију галаксије Андромеда, описујући је као „мали облак“. Године 964. Ал-Суфи је идентификовао Велики Магеланов облак у својој Књизи фиксних звезда; ту галаксију су Европљани уочили тек током Магелановог путовања у 16. веку. Галаксију Андромеда је независно забележио Симон Мариј 1612. године.
Године 1750, Томас Рајт је (коректно) спекулисао да је Млечни пут спљоштени звездани диск, и да су неке од маглина видљивих на ноћном небу вероватно одвојене од Млечног пута. Године 1755, Имануел Кант је користио термин „острвски свемир“ да опише те далеке маглине.
При крају 18. века, Шарл Месје је припремио каталог са 109 најсветлијих небеских објеката који изгледају као небуле. Субсеквентно, Вилхелм Хершел је направио каталог са 5.000 маглина. Године 1845. је Лорд Роси конструисао нови телескоп с којим је могао да уочи разлике између елиптичких и спиралних маглина. Он је такође успео да разазна појединачне тачке извора за неке код тих маглина, потврђујући Кантову ранију претпоставку.
Године 1912, Весто Слајфер је извршио спектрографска изучавања најсветлијих спиралних маглина ради одређивања њиховог састава. Слифер је открио да спиралне маглине имају висок црвени померај, из чега произилази да се оне удаљавају од Млечног пута брзином која надмашује брзину ослобађања Млечног пута. Из тога произилази да оне нису гравитационо везане за Млечни пут, и да је мало вероватно да су део наше галаксије.
Године 1917, Хебер Кертис је посматрао нову  унутар „Велике Андромедине небуле“ (као што је галаксија Андромеда, Месјеов објецт М31, била тада позната). Прегледајући фотографске рекорде, он је уочио још 11 других нова. Кертис је запазио да су те звезде, у просеку, 10 редова величине тамније од оних из наше галаксије. Као резултат тога он проценио да су оне на растојању од 150.000 парсека. Он је постао пропонент хипотезе „острвских свемира“, по којој су спиралне небуле заправо независне галаксије.
Године 1920. се одвила велика дебата између Шеплија Харлоуа и Хебера Кертиса, по питању природе Млечног пута, спиралних маглина, и димензија свемира. Да би подржао своју тврдњу да је Велика Андромедина маглина спољашња галаксија, Кертис скренуо пажњу на појаву тамних трака које подсећају на облаке прашине у Млечном путу, као и на знатно Доплерово померање.
Године 1922, естонски астроном Ернст Епик је одредио растојање које иде у прилог теорији да је Андромедина маглина заиста један удаљени екстра-галактички објекат. Користећи нови 100 инчни Маунт-Вилсон телескопе, Едвин Хабл је био у стању да одреди спољне делове појединих спиралних маглина као колекције појединачних звезда и да идентификује неке од Цефеида, што му је омогућило да процени растојање до маглина. Оне су биле сувише удаљене да би биле део Млечног пута. У посматрањима 1923. и 1924. године Хабл је видео појединачне звезде у маглини Андромеда и направио процену да је Андромеда удаљена око 1.000.000 светлосних година од нас, а тако је потврдио замисао да је Андромеда галаксија слична Млечном путу и да није облак гаса у Млечном путу. Постало је јасно да и друге велике маглине на небу могу бити изван Млечног пута, то јест удаљене галаксије. Тако су истраживачи дошли до замисли да су неке нејасне светлуцаве маглине које се виде на небу удаљене галаксије, а друге су знатно ближи облаци гасова.
Године 1936. Хабл је произвео класификацију галактичке морфологије која се користи до данашњег дана.